# Trận phòng thủ Pskov (1941)
Trận phòng thủ Pskov là một hoạt động quân sự lớn của quân đội Đức Quốc xã và quân đội Liên Xô tại khu vực phía Nam hồ Chuskoye, tuyến sông Velikaya và thành phố Pskov nằm trên biên giới Nga - Latvia. Sau 6 ngày diễn ra chiến sự từ ngày 4 đến ngày 9 tháng 7 năm 1941, các quân đoàn cơ giới 41 và 56 (Đức) gồm các sư đoàn xe tăng 1, 6, 8 và các sư đoàn cơ giới 3, 36 dã đánh bại các quân đoàn bộ binh 22 và 41 Liên Xô, mở ra cánh cửa tấn công trên hướng Leningrad, một trong ba hướng tấn công chiến lược của kế hoạch Barbarossa. Tuyến phòng thủ Pskov bị chọc thủng là một thất bại nặng nề đối với quân đội Liên Xô, buộc quân đội Liên Xô phải tổ chức tuyến phòng thủ mới dọc theo sông Luga từ Narva qua Luga đến Novgorod (Veliky Novgorod). Pskov thất thủ cũng có nghĩa là các tuyến đường sắt và đường bộ quan trọng nối Tallinn với các vùng trung tâm Liên Xô bị cắt đứt, đẩy Tập đoàn quân 8 (Liên Xô) đang phòng thủ tại Estonia và khu vực Tallinn vào thế bị nửa hợp vây. Sau thất bại của Tập đoàn quân 11 (Liên Xô) trên hướng Pskov, Phương diện quân Tây Bắc (Liên Xô) bị giải thể, Tập đoàn quân 8 và các đơn vị còn lại của Tập đoàn quân 11 được sáp nhập và Phương diện quân Bắc (sau này là Phương diện quân Leningrad). Một tháng sau đó, quân đội Đức Quốc xã tiếp tục chọc thủng phòng tuyến Luga của quân đội Liên Xô để có mặt ở cửa ngõ Leningrad và đầu tháng 9 năm 1941.

## Tình huống mặt trận
Cuối tháng 6 năm 1941, các trận hội chiến trên biên giới Liên Xô (biên giới năm 1940) kết thúc chóng vánh với thất bại nặng nề của quân đội Liên Xô tại khu vực phía Tây Minsk. Sự kiện Phương diện quân Tây (Liên Xô) bị vỡ trận đã buộc Bộ Tổng tư lệnh tối cao Liên Xô phải huy động các tập đoàn quân 16, 19, 20, 21, 22 và 28 từ Phương diện quân Dự bị phối hợp với Tập đoàn quân 13 (đơn vị duy nhất còn tương đối nguyên vẹn của Phương diện quân Tây) lập tuyến phòng thủ mới (phòng tuyến Stalin). Tuy nhiên, Cụm tập đoàn quân Trung tâm (Đức) đã đi trước quân đội Liên Xô một bước. Ngày 3 tháng 7, các tập đoàn quân xe tăng 2, 3 và Tập đoàn quân dã chiến 9 (Đức) đã chiến tuyến sông Berezina. Phương diện quân Dự bị (Liên Xô) được đổi thành Phương diện quân Tây buộc phải lập tuyến phòng thủ mới từ Idritsa qua Dzisna, Polotsk, Vitebsk, Orsha, Mogilev, Zhlobin đến Gomen. Phương diện quân Tây Nam (Liên Xô) bị đẩy lùi về tuyến biên giới cũ. Phương diện quân Tây Bắc (Liên Xô) buộc phải bỏ Latvia và phần phía Bắc Litva để lùi về phòng thủ trên tuyến Pyarnu - Tartu - Pskov - Opochka và bị hồ Chuskoye chia cắt là đôi. Tập đoàn quân 8 giữ hướng Tallinn. Các tập đoàn quân 11 và 27 giữ hướng Pskov - Opochka.
Khu vực mặt trận từ Pskov đến Opochka có sông Velikaya chạy dọc theo chiến tuyến. Thành phố Pskov vốn là một pháo đài cổ được xây dựng từ năm 903, nằm trên một eo đất hẹp ở cửa sông Velilkaya, phía Bắc là hồ Chuskoye, phía Nam là một vùng đầm lầy lớn ở cửa sông Velikaya đổ vào hồ Chuskoye. Địa hình khu vực chủ yếu là rừng và đầm lầy. Pskov là đầu mối giao thông quan trọng trên vùng Pribaltic. Từ đây có các con đường sắt và đường bộ đi Leningrad và Novgorod ở hướng Đông Bắc, đi Daugavpils qua Rezekne ở hướng Tây Nam, đi Vitebsk qua Opochka ở phía Nam và đi Riga ở phía Tây. Với vị trí này, Pskov được cả hai bên coi là một cửa ngõ xa rất quan trọng bảo vệ cho Leningrad, một trong ba mục tiêu quan trọng của Kế hoạch Barbarossa.

## Binh lực và kế hoạch

### Quân đội Liên Xô
Tập đoàn quân 11 do tướng Pyotr Petrovich Sobennikov chỉ huy (thay tướng V. I. Morozov) chịu trách nhiệm phòng thủ trên khu vực từ Pskov đến Opochka, lấy sông Velikaya làm chướng ngại tự nhiên để ngăn chặn cuộc tấn công của quân đội Đức Quốc xã. Quân đoàn bộ binh 41 của tướng I. S. Kosobutsky gồm các sư đoàn bộ binh 111, 118 và 235 chịu trách nhiệm phòng thủ khu vực từ bờ nam hồ Pskov qua Izborsk, Vasilyevo đến Ostrov. Quân đoàn cơ giới 1 của thiếu tướng M. L. Chernyavsky gồm Sư đoàn xe tăng 3 và các sư đoàn bộ binh 398 và 468 chịu trách nhiệm phòng thủ từ Ostrov đến Gavry. Trong đó, Sư đoàn xe tăng 3 và Sư đoàn bộ binh 468 chịu trách nhiệm giữ Pskov. Quân đoàn bộ binh 22 của tướng A. S. Ksenofontov chỉ huy gồm các Sư đoàn bộ binh 180, 182 và 806 là lực lượng tuyến hai chặn hướng lên Novgorod và Luga.
Ý đồ của Bộ Tư lệnh Phương diện quân Tây Bắc là thiết lập hai tuyến phòng thủ song song trên các tuyến sông Velikaya và Cherekha, vừa giữ hướng Luga - Novgorod vừa giữ hướng Kholm - Velikye Luky. Tuy nhiên, tuyến phòng thủ này vừa chồng chéo, vừa hở sườn. Các đơn vị của Tập đoàn quân 11 dồn về giữ Pskov và Ostrov. Các sư đoàn của Tập đoàn quân 27 (bao gồm cả Quân đoàn cơ giới 21 mới được điều từ Moskva đến đã bị sứt mẻ trong trận phản công Daugavpils phải lùi về giữ tuyến Ludza - Zilupe - Sebezh. Do không đủ quân số và phương tiện cũng như việc điều quân theo lối mạnh ai nấy rút nên phòng tuyến của quân đội Liên Xô bị đứt quãng ở nhiều nơi, trong đó có một đoạn mặt trận dài dọc theo sông Lzha từ Gavry qua Karsava đến Ludza không có sư đoàn nào trấn giữ. Ngay cả tuyến phòng thủ cánh trái của Tập đoàn quân 22 cũng bị xếp đặt chồng lên cánh phải của Tập đoàn quân 27, gây ra những rối loạn trong chỉ huy và chuyển quân.

### Quân đội Đức Quốc xã
Ngày 26 tháng 6, Quân đoàn xe tăng 41 (Đức) chiếm Daugavpils và tiến lên hướng Ostrov. Trong các ngày 27 đến 29 tháng 6, Quân đoàn xe tăng 56 (Đức) đánh bật cuộc phản công của Quân đoàn cơ giới 21 (Liên Xô), buộc quân đoàn này phải dừng lại khi còn cách Daugavpils 15 km và phải bỏ dở cuộc phản công trong khi Quân đoàn xe tăng 41 (Đức) đã uy hiếp sườn phía Bắc. Sau khi chặn được Quân đoàn cơ giới 41 (Liên Xô), tướng Erich von Manstein phân bố lại lực lượng. Sư đoàn xe tăng 3 được điều đến bàn đạp Rezekne thay thế cho Sư đoàn xe tăng 8 chuyển quân lên phía Bắc, đến Karsava, chỗ yếu nhất trên tuyến phòng thủ của quân đội Liên Xô nằm giữa Tập đoàn quân 11 và Tập đoàn quân 27.
Ý đồ của tướng Erich Hoepner là dùng Sư đoàn cơ giới 36 từ thê đội 2 lên thay thế cho Sư đoàn bộ binh 269 được rút về thê đội 2 đánh vỗ mặt lên Pskov dọc theo sông Velikaya, thu hút chủ lực Tập đoàn quân 11 (Liên Xô) về hướng này. Trong khi đó, chủ lực Quân đoàn xe tăng 41 gồm các sư đoàn xe tăng 1 và 6 mở cuộc đột kích vào Ostrov, nơi có Sư đoàn xe tăng 3 và Sư đoàn bộ binh 468 (Liên Xô) đóng giữ. Sư đoàn xe tăng 8 của Quân đoàn xe tăng 56 phải đột kích qua Krasnogorodsky lên Pushkinskie Gory, giam chân Quân đoàn cơ giới 21 (Liên Xô) tại tuyến sông Velikaya từ Opochka đến Pushkinskie Gory, không cho nó lên ứng cứu cho Quân đoàn cơ giới 1 ở Ostrov, nơi quyết định kết quả các trận đánh trên tuyến Pskov - Opochka.

## Diễn biến

### Daugavpils
Nhằm ngăn chặn quân đội Đức Quốc xã đang tấn công trên vùng biên giới Litva - Nga, Bộ Tổng tư lệnh tối cao Liên Xô điều động Quân đoàn cơ giới 21 gồm các sư đoàn xe tăng 42, 46 và Sư đoàn cơ giới 185 tăng cường cho khu vực Daugavpils, nơi chỉ có Tập đoàn quân 27 đã suy yếu sau các trận hội chiến biên giới trấn giữ Tướng D. D. Lelyushenko được giao nhiệm vụ sử dụng 98 xe tăng và 129 pháo các loại của Quân đoàn cơ giới 21 phối hợp với Sư đoàn đổ bộ đường không 5 và Cụm đặc nhiệm do trung tướng S. D. Akimov (gồm các trung đoàn xe tăng còn lại của Quân đoàn cơ giới 12) khôi phục tại tình hình trên bờ Tây sông Tây Dvina (sông Daugava). Tuy nhiên, quân đội Đức Quốc xã đã đi trước quân đội Liên Xô một bước. Sau khi đánh chiếm Kaunas ngày 24 tháng 6, Quân đoàn xe tăng 56 và Quân đoàn bộ binh 2 (Đức) nhanh chóng cơ động theo hướng Đông Bắc dọc theo con đường nhựa đi Daugavpils. Ngày 25 tháng 6, Quân đoàn xe tăng 56 phải mất một ngày để vượt qua sức kháng cự của Sư đoàn bộ binh 23 và Lữ đoàn pháo chống tăng 10 bảo vệ Ukmege. Sau khi bị mất hơn 40 xe tăng và xe bọc thép, Quân đoàn xe tăng 56 đã đề bẹp sức kháng cự của Sư đoàn bộ binh 23 và tăng tốc độ hành quân. 8 giờ sáng ngày 26 tháng 6, Quân đoàn xe tăng 56 và Quân đoàn bộ binh 2 (Đức) đã có mặt ở Daugavpils và chiếm lĩnh hai cây cầu qua sông gần như còn nguyên vẹn. Sư đoàn cơ giới 3 và Sư đoàn cơ giới SS "Đầu lâu" được điều từ thê đội 2 lên thê đội 1 đã nhanh chóng vượt sông và đành chiếm một đầu cầu rộng lớn từ Jekabpils, phía Bắc Daugavpils đến Kraslava.
Ngày 27 tháng 6, nhận được tin xe tăng Đức đã ở hữu ngạn sông Tây Dvina, Bộ Tổng tham mưu Liên Xô lập tức ra lệnh cho tướng D. D. Lelyushenko hủy bỏ nhiệm vụ phòng thủ tại Ukmege lúc này đã nằm sâu trong phòng tuyến của quân Đức và giao cho Quân đoàn cơ giới 21 nhiệm vụ mới là phải đẩy lùi quân Đức trở tại tả ngạn sông Tây Dvina. Sau đó, phối hợp với Cụm đặc nhiệm của tướng S. D. Akimov vượt sông, đánh bật quân Đức khỏi khu vực Daugavpils. Do không nhận được thông tin về chiến dịch phối hợp, sáng 27 tháng 6, tướng S. D. Akimov đã huy động cụm đặc nhiệm của mình và Sư đoàn đổ bộ đường không 5 lao vào cuộc phản công chống lại Sư đoàn xe tăng 8 và Sư đoàn bộ binh 290 (Đức) ở phía Đông Daugavpils, trên tả ngạn sông Tây Dvina sớm hơn một ngày so với kế hoạch. Cùng ngày 27 tháng 6, Quân đoàn cơ giới 21 vẫn còn cách xa chiến trường Daugavpils và đang dừng lại đổ quân xuống tàu tại nhà ga Rezekne, cách Daugavpils 35 km về phía Đông Bắc. Không có xe tăng yểm hộ, cuộc phản công đơn độc của tướng A, S Akimov nhanh chóng. Đêm 27 tháng 6, Cụm đặc nhiệm Liên Xô và Sư đoàn đổ bộ đường không 5 bị thiệt hại nặng nề và phải rút sang hữu ngạn sông Tây Dvina.
Ngày 28 tháng 6, Quân đoàn cơ giới 21 buộc phải đưa từng sư đoàn vào giao chiến tại Đông Bắc Daugavpils mà không thể tập hợp đầy đủ đội hình của quân đoàn do thời gian quá gấp gáp. Nhưng do vị trí hiểm yếu của Daugavpils nằm ở nơi tiếp giáp giữa Phương diện quân Tây Bắc và Phương diện quân Tây, việc chiếm lại Daugavpils có ý nghĩa quan trọng đối với ý đồ ổn định mặt trận phía Tây và Tây Bắc. Mặc dù chỉ có hơn 10 xe tăng T-34 và vài chiếc KV-1 nhưng các tiểu đoàn xe tăng của các thiếu tá Egorov và Moskalyov thuộc Sư đoàn xe tăng 46 do đại tá Koptsov chỉ huy vẫn xông vào cuộc chiến. Các xe tăng Pz-III và Pz-IV của quân Đức dễ dàng đốt cháy hơn chục chiếc BT-7 và T-26 nhưng không dễ khuất phục được mấy chiếc KV-1 và T-34. Chiều 28 tháng 6, Sư đoàn xe tăng 46 (Liên Xô) đã đẩy lùi Sư đoàn cơ giới 3 (Đức) về bên kia sông Tây Dvina. Quân Đức để lại trên trận địa 13 xe tăng và quân số khoảng 1 tiểu đoàn bộ binh. Trên cánh trái, Sư đoàn bộ binh cơ giới 185 cũng tấn công vào Sư đoàn cơ giới SS "Totenkorf" nhưng không đạt được mục tiêu cuối cùng. Sư đoàn đã này bị Sư đoàn cơ giới SS "Totenkorf" chặn đứng khi chỉ còn cách Daugavpils 15 đến 20 km về phía Đông.
Ngày 29 tháng 6, Sư đoàn xe tăng 42 (Liên Xô) mới tập hợp đầy đủ đội hình và bước vào cuộc chiến ở phía Bắc Daugavpils hơn 20 km. Tướng Erich von Manstein phải điều Sư đoàn xe tăng 8 vượt sông sang thay thế cho Sư đoàn cơ giới 3 đã mất sức chiến dấu. Ngay khi vừa sang sông, các trung đoàn xe tăng đi đầu của sư đoàn này đã có trận tao ngộ chiến với Trung đoàn xe tăng 91 do Lữ đoàn trưởng bậc 2 Ivan Pavlovich Sereda chỉ huy và Trung đoàn xe tăng 45 do thiếu tá P. M. Goryanov chỉ huy. Kết quả trận tao ngộ chiến trên đầu cầu đường sắt phía Bắc Daugavpils bất phân thắng bại. 52 xe tăng Đức bị bắn cháy, 59 pháo và 58 súng cối bị thu giữ hoặc phá hủy, khoảng 2.500 quân Đức bị loại khỏi vòng chiến, trong đó có 600 người bị bắt làm tù binh. Giáo sư, tiến sĩ, Hans Killian, khi đó là bác sĩ phẫu thuật của bệnh viện dã chiến thuộc Cụm tập đoàn quân Bắc có mặt tại khu vực Daugavpils đầu tháng 7 năm 1941 nhớ lại:
| “ | Ở Đông Bắc Daugavpils đang diễn ra các trận đấu xe tăng giữa hai bên. Khu doanh trại của chúng tôi dã trở thành một bệnh viện dã chiến. Những đoàn xe có sơn dấu hiệu chữ thập đỏ chở những người bị thương từ mặt trận liên tục đổ về. | ” |

Quân đội Liên Xô cũng phải trả giá không nhỏ với hơn 40 xe tăng bị phá hủy, hàng nghìn người chết và bị thương. Trong khi Quân đoàn cơ giới 21 (Liên Xô) tổn thất khoảng 50% binh lực thì Quân đoàn cơ giới 56 (Đức) vẫn còn hơn 200 xe tăng và xe bọc thép đang hoạt động tốt. Tuy nhiên, tướng Erich von Manstein đã phải dừng cuộc đột kích của Quân đoàn xe tăng 56 (Đức). Trong cuốn hồi ký sau chiến tranh, Erich von Manstein thừa nhận:
| “                     | Sức đề kháng của đối phương ngày một tăng lên với nhiều tuyến phòng thủ được tổ chức một cách có hệ thống hơn sau những ngày đầu của cuộc chiến | ” |
| — Erich von Manstein. | |   |

Thành công tạm thời của Quân đoàn xe tăng 21 (Liên Xô) vẫn không thể làm thay đổi tình thế mặt trận Tây Bắc. Từ ngày 1 đến ngày 3 tháng 7, thống chế Wilhelm Ritter von Leeb tập trung Quân đoàn xe tăng 41, các quân đoàn bộ binh 10, 28 và 38 chọc thủng phòng tuyến sông Tây Dvina của quân đội Liên Xô tại 3 vị trí dọc sông từ Plavinas qua Jekabpils đến Livani và đột kích lên hướng Pskov. Trước nguy cơ bị hở sườn, Quân đoàn cơ giới 21 (Liên Xô) buộc phải bỏ dở cuộc phản công vào Daugavpils và rút về phía sau, cùng với các sư đoàn bộ binh 112, 181 và Sư đoàn cơ giới 153 lập tuyến phòng thủ mới từ Karsava qua Rezekne, Dagda đến Kraslava.

### Pskov
Cuộc phản công của quân đội Liên Xô tại khu vực Daugavpils thất bại kéo theo một loạt thất bại khác của quân đội Liên Xô trên khu vực biên giới Latvia - Nga. Ngày 30 tháng 6, Sư đoàn xe tăng 8 (Đức) tấn công Rezekne và đánh chiếm thành phố này. Sư đoàn cơ giới 163 (Liên Xô) hầu như bị tan rã. Sư đoàn xe tăng 8 (Đức) thừa thắng tiếp tục đánh chiếm Karsava và tiến đến bờ sông Lzha. Ở phía Nam Rezekne, Sư đoàn xe tăng 3 (Đức) đánh bại Sư đoàn xe tăng 46 (Liên Xô) đã khá suy yếu trong cuộc phản công Daugavpils, chiếm Ludza trong ngày 1 tháng 7 và chiếm được cả một đầu cầu lớn trên bờ Đông sông Lzha. Ngày 1 tháng 7, Sư đoàn cơ giới SS "Totenkoff" cũng đánh bật Sư đoàn cơ giới 185 (Liên Xô) khỏi Zilupe và đánh chiếm cả Sebezh, một vị trí quan trọng che chở từ xa cho phành phố Idritsa, buộc Tập đoàn quân 22 (Liên Xô) phải điều Quân đoàn bộ binh 51 gồm các sư đoàn 5 và 33 ra giữ phòng tuyến thượng nguồn sông Velikaya.
Để tăng cường cho hướng Pskov - Luga, Bộ Tổng tư lệnh tối cao Liên Xô điều động Quân đoàn cơ giới 1 do trung tướng Prokofiy Logvinovich Romanenko chỉ huy từ Quân khu Leningrad đến khu vực Pskov. Nhưng quân đoàn này chỉ có Sư đoàn xe tăng 3 là đơn vị cơ giới hóa đầy đủ. Các sư đoàn 398 và 468 đều là các sư đoàn bạch binh mới thành lập và không được cơ giới hóa. Quân đoàn cơ giới 1 được giao nhiệm vụ phòng thủ Ostrov, chống lại các sư đoàn xe tăng 1 và 6 rất mạnh của quân đội Đức Quốc xã. Chiến trường chính trên mặt trận này là thành phố Ostrov. Lợi dụng sơ hở của quân đội Liên Xô tại nơi tiếp giáp giữa các tập đoàn quân 11 và 27 (Liên Xô dọc theo tuyến sông Utroya, các sư đoàn xe tăng 1, 6, 8 (Đức) đã triển khai các đòn tấn công tại đây, đánh lùi Sư đoàn bộ binh 181 và trung đoàn bọ binh 398 của Sư đoàn 118 (Liên Xô). Ngày 3 tháng 7 năm 1941, các sư đoàn xe tăng 1 và 6 (Đức) đã có mặt ở cửa ngõ Ostrov trong khi Sư đoàn bộ binh 181 (Liên Xô) buộc phải rút quân khỏi tuyến sông Lzha do Sư đoàn xe tăng 8 (Đức) đã đánh bật Sư đoàn xe tăng 46 (Liên Xô) khỏi tuyến sông Siniaya, uy hiếp hậu cứ của Sư đoàn 181 
Ngày 4 tháng 7, Sư đoàn xe tăng 1, đơn vị đi đầu của Sư đoàn xe tăng 1 thuộc Tập đoàn quân xe tăng 4 (Đức) đã tấn công Ostrov và đánh chiếm các cứ điểm trong khu phòng ngự này. Tư lệnh mới của Phương diện quân Pribaltic, tướng P. P. Sobelnikov yêu cầu Trung đoàn bộ binh độc lập 1 của Quân đoàn bộ binh 41 và Sư đoàn cơ giới 3 (thiếu 1 trung đoàn bộ binh cơ giới) thuộc Quân đoàn cơ giới 1 đã đến mặt trận phải phản kích ngay để khôi phục tình hình. Qua điện thoại với tư lệnh quân đoàn bộ binh 41 I. S. Kosobutski; tham mưu trưởng mới của phương diện quân, trung tướng N. F. Vatutin (nguyên Phó tổng tham mưu trưởng quân đội Liên Xô) đã yêu cầu:
| “               | Muốn ngăn chặn địch thì không được để cho chúng vượt sông. Phải cố gắng đánh địch trong mọi tình huống để loại trừ nguy cơ đó. Hãy nhớ rằng, nhiệm vụ tiêu diệt kẻ thù được giao cho cá nhân đồng chí, và đồng chí hoàn toàn tự chịu trách nhiệm. Để thực hiện lệnh này, đồng chí hãy trả lời bằng cái đầu của mình. | ” |
| — N. F. Vatutin | |   |

Ngày 5 tháng 7, quân đội Liên Xô phản công và lấy lại được Ostrov nhưng ngay ngày hôm sau, các sư đoàn xe tăng 1 và 6 (Đức) đã đẩy lùi cuộc phản công này, thậm chí còn mở rộng tấn công về hướng Pskov. Mãi đến chiều ngày 6 tháng 7, sư đoàn bộ binh 235 mới đến chiến trường. Ngày 7 tháng 7, quân đội Liên Xô tiếp tục phản kích nhưng không thành công. Việc tung từng sư đoàn quân Liên Xô ra chặn kích chỉ làm cho quân Đức dễ dàng "bẻ đũa từng chiếc". Đến cuối ngày 7 tháng 7, tình hình quân đội Liên Xô tại khu vực Pskov - Ostrov đã trở nên không thể cứu vãn được nữa. Trên hướng Tallinn, Quân đoàn bộ binh 38 (Đức) đã áp sát Tartu và đột kích lên phía Bắc, đe dọa chia cắt hoàn toàn Tập đoàn quân 8 và Tập đoàn quân 11 (Liên Xô) trên khu vực hồ Chudskoye. Trên hướng Nam Pskov, sau khi chiếm Ostrov, các sư đoàn xe tăng 1 và 6 (Đức) tiếp tục khoan sâu các mũi đột kích lên Cherskaya và Boldino, đánh chiếm tuyến sông Cheryokha, đe dọa đột kích vào Pskov từ hướng Đông Nam. Trước nguy cơ bị bao vây và tiêu diệt, đêm ngày 7 tháng 7, Bộ tư lệnh Phương diện quân Tây Bắc quyết định rút các lực lượng của mình khỏi Pskov.
Ngày 8 tháng 7, đã xảy ra một sự nhầm lẫn tai hại bắt đầu từ việc thiếu kiểm tra và quy định các tuyến rút quân tại quân đoàn cơ giới 12 và các đơn vị hậu vệ của các tập đoàn quân 11 và 27. Việc để cho các đơn vị thất trận liên tục rút qua trận địa phòng ngự của Quân đoàn bộ binh 41 đã làm cho nhiều binh sĩ của đơn vị này hoang mang và mất tinh thần. Sự việc càng trầm trọng hơn do không quân Đức liên tục tiến hành các đợt oanh kích vào các đoàn quân Liên Xô đang rút lui. Các tuyến đường giao thông bị máy bay cường kích Đức khống chế, gây khó khăn cho việc tiếp tế vũ khí, đạn dược, lương thực cho các đơn vị đang chiến đấu.
Ngay trong buổi sáng ngày 8 tháng 7, quân Đức đã vượt sông và bám trụ được trên bờ bắc sông Cheryokha và mở rộng căn cứ bàn đạp sang khu vực ngoại ô phía nam Pskov. Chỉ huy Sư đoàn bộ binh 118, thiếu tướng N. M. Glovatsky yêu cầu cho quân của mình đi ngang qua trận tuyến nhưng tư lệnh Quân đoàn 41, thiếu tướng I. S. Kosobutski không chấp nhận. Điều đó đã khởi đầu cho một cuộc rút quân hỗn loạn qua các cây cầu ở Pskov mà không được chuẩn bị trước. Trên bờ tây sông Cheryokha, các sư đoàn 111, 118 và một phần Sư đoàn 235 bị thiệt hại lớn về người và phương tiện buộc phải bỏ Pskov tháo chạy về Ershovo và Toroshyno lập phòng tuyến mới. Những bộ phận còn lại của các đơn vị này đã được sáp nhập vào Quân đoàn bộ binh 41 và được ném ngay trở lại mặt trận trên khu vực Gdov (Sư đoàn bộ binh 118) và Luga (các sư đoàn 111, 25 và lữ đoàn bộ binh 90). Ngày 9 tháng 7, quân Đức chiếm Pskov. Điều đó có nghĩa là Cụm Tập đoàn quân Bắc (Đức) đã có thêm một căn cứ bàn đạp quan trọng để chuẩn bị cho cuộc tấn công Leningrad.
Vì để mất Pskov, thiếu tướng N. M. Glovatsky bị tòa án binh kết án tử hình và bị xử bắn ngày 3 tháng 8 năm 1941, thiếu tướng I. S. Kosobutski, tư lệnh Quân đoàn bộ binh 41 bị xử án tù 10 năm, đến tháng 10 năm 1942 được phục hồi, trở lại tham gia chiến đấu và được phong quân hàm trung tướng năm 1944. Trưởng phòng kỹ thuật quân sự của Quân đoàn bộ binh 41, kỹ sư quân sự bậc 2 Golovlev cũng bị xử bắn trong tháng 7 theo bản án của tòa án quân sự Phương diện quân Pribaltic.

## Kết quả và ảnh hưởng
Mặc dù đã giảm bớt thiệt hại về sinh mạng so với hai tuần đầu tiên của cuộc chiến tranh nhưng quân đội Liên Xô tại mặt trận Pribaltic vẫn phải rút lui thêm hơn 200 km vào sâu trong nội địa trên hướng Luga - Leningrad. Tại khu vực ven biển từ Oranienbaum qua Narva đi Tallinn đã hình thành một tình thế nguy hiểm đối với quân đội Liên Xô. Cả một địa đoạn mặt trận dài gần 200 km từ Sankt Veymarn qua Kingisepp đi Narva để bảo vệ con đường sắt ven biển từ Leningrad đi Tallinn chỉ có các sư đoàn bộ binh 118 và 191 đã suy yếu trấn giữ. Hạm đội Baltic đã phải điều tới khu vực ven biển Sillyamya - cửa sông Narva các pháo hạm để yểm hộ cho cuộc phòng thủ của hai sư đoàn này. Việc tiếp tế trên bộ của quân đội Liên Xô từ Leningrad cho căn cứ hải quân trọng yếu của Hạm đội Baltic tại Tallinn luôn bị gián đoạn bởi cả tuyến đường sắt và đường bộ đều nằm trong tầm pháo của quân đội Đức Quốc xã và thường xuyên bị không quân Đức Quốc xã ném bom.
Cuộc phản công của Tập đoàn quân 11 (Liên Xô) tại khu vực Soltsy mặc dù chỉ đạt được kết quả tạm thời nhưng cũng đủ giành thêm thời gian một tuần cho quân đội Liên Xô kịp đưa lực lượng dự bị mới tập hợp, trong đó có Tập đoàn quân 34 ra mặt trận để lập tuyến phòng thủ dọc theo sông Luga. Đây là tuyến phòng thủ lớn cuối cùng che chắn cho khu vực Leningrad từ hướng Tây Nam. Bất chấp những thiệt hại đáng kể sau cuộc phản công của quân đội Liên Xô tại Soltsy, tướng Erich Hoepne đã điều Sư đoàn cơ giới SS "Totenkopf" phối hợp với Sư đoàn cơ giới 3 (Đức) tổ chức phòng thủ tại cánh phải của Tập đoàn quân xe tăng 4. Sư đoàn xe tăng 8 sau khi được củng cố và bổ sung xe tăng cùng các tổ lái mới tại Pskov đã cùng với các sư đoàn xe tăng 1, 6, Sư đoàn cơ giới 36, các sư đoàn bộ binh của Quân đoàn 38 (Đức) mở cuộc tấn công vào khu vực Kingisepp - Ivanovskoye - Bolshoi Savsk chọc thủng phòng tuyến sông Luga và đột kích sâu về hướng Leningrad. Ngày 28 tháng 8 năm 1941, Bộ Tổng tư lệnh huwosng Tây Bắc (Liên Xô) buộc phải rút khỏi phòng tuyến Luga, rút quân về bảo vệ Leningrad. Cùng ngày, Hạm đội Baltic (Liên Xô) cũng phải rút khỏi quân cảng Tallinn và gánh chịu nhiều thiệt hại nặng về người và phương tiện trên đường rút quân. Ngày 8 tháng 9 năm 1941, Tập đoàn quân 16 (Đức) tiến đến khu vực Shlisselburg, khép vòng vây quanh Leningrad từ hướng Tậy Nam, Nam và Đông Nam Cuộc phòng thủ Leningrad kéo dài gần 900 ngày của quân đội và người dân Liên Xô bắt đầu.